# Palác argentinského Národního kongresu
Palác argentinského Národního kongresu (španělsky:Palacio del Congreso Nacional Argentino, také jako Palacio del Congreso) je monumentální budova a sídlo Národního kongresu Argentiny v Buenos Aires na západním konci ulice Avenida de Mayo (na jejímž druhém konci se nachází Casa Rosada).
Tato stavba pochází z let 1898 až 1906 a je národní historickou památkou.
Vedle paláce se nachází náměstí Plaza del Congreso, na kterém je umístěn milník nultého kilometru pro všechny argentinské dálnice.